# بابی بولچ
بابی بولچ (انگلیسی: Bobby Bulch; ۱ ژانویهٔ ۱۹۳۳ – ۸ مهٔ ۲۰۱۲) بازیکن فوتبال اهل بریتانیا بود.
از باشگاه‌هایی که در آن بازی کرده‌است می‌توان به باشگاه فوتبال چلسی، باشگاه فوتبال نوتس کانتی، باشگاه فوتبال اشینگتون، و باشگاه فوتبال دارلینگتون اشاره کرد.